# 上天草市立牟田小学校
上天草市立牟田小学校（かみあまくさしりつ むたしょうがっこう）は、かつて熊本県上天草市姫戸町姫浦に存在した小学校。

## 沿革
- 1876年（明治9年）4月18日 - 姫浦小学校牟田分教場設置
- 1892年（明治25年）4月 - 牟田分教場を廃止し、二姫戸尋常小学校二間戸分教場とする
- 1893年（明治26年）4月 - 再設立
- 1895年（明治28年）11月9日 - 姫浦牟田渡瀬472番地に移転
- 1904年（明治37年）5月14日 - 姫戸尋常高等小学校牟田分教場と改称
- 1941年（昭和16年）- 姫戸国民学校牟田分校と改称
- 1947年（昭和22年）- 姫戸村立姫戸小学校牟田分校と改称
- 1962年（昭和37年）- 姫戸町立姫戸小学校牟田分校と改称
- 1975年（昭和50年）- 姫戸小学校から独立し、姫戸町立牟田小学校となる
- 2004年（平成16年）- 上天草市立牟田小学校と改称
- 2010年（平成22年）- 姫戸小学校へ統合